# Touillon
Touillon är en kommun i departementet Côte-d'Or i regionen Bourgogne-Franche-Comté i östra Frankrike. Kommunen ligger i kantonen Montbard som tillhör arrondissementet Montbard. År 2022 hade Touillon 461 invånare.

## Befolkningsutveckling
Antalet invånare i kommunen Touillon
Referens:INSEE